# Namerikawa
Namerikawa (jap. 滑川市 Namerikawa-shi) – miasto w Japonii, w prefekturze Toyama, w środkowej części wyspy Honsiu.

## Położenie
Miasto leży w centralnej części prefektury nad zatoką Toyama (Morze Japońskie). Namerikawa graniczy z miastami:
- przez rzekę Hayatsuki z Uozu
- Toyama

## Historia
Namerikawa otrzymało status miasta 1 marca 1954.

## Miasta partnerskie
- Stany Zjednoczone: Schaumburg